# Henryk z Rożemberka
Henryk z Rożemberka (cz. Jindřich I. z Rožmberka; zm. 4 czerwca 1310 w Pradze) – czeski szlachcic, najwyższy pułkownik Królestwa Czech.

## Życiorys
Był synem najwyższego marszałka Królestwa Czech i namiestnika Styrii Woka z Rożemberka i Jadwigi z Schaunberga. Po śmierci ojca został właścicielem zamku w Prudniku. Około 1279 uzyskał dla Prudnika lokację miasta na prawie niemieckim. W 1297 został mianowany najwyższym pułkownikiem Królestwa Czech. Urząd ten sprawował do śmierci 4 czerwca 1310 w Pradze. Po jego śmierci tytuł przejął jego syn Piotr z Rożemberka.